# Depopulação
Depopulação é a eliminação de uma grande quantidade de habitantes (animais ou pessoas) de determinado local ou região, objetivando uma quantidade mínima de sobreviventes a serem preservados. Segundo Thomas Malthus, o crescimento populacional deve ser controlado por meio das guerras, epidemias e desastres naturais.

## História
A primeira batalha de Lagash, na Suméria, pode ser exemplo da primeira depopulação de que se tem conhecimento no mundo antigo. No Brasil, pode-se citar a exploração da Amazônia no período colonial, quando a população nativa sofreu pesadas baixas pelas epidemias de varíola trazida nos navios pelos colonizadores portugueses.